# دعوای دخترانه
دعوای دخترانه (به انگلیسی: Chick Fight) یک فیلم سینمایی کمدی و اکشن آمریکایی محصول سال ۲۰۲۰ به کارگردانی پاول لیدن از فیلمنامه جوزف داونی است. در این فیلم مالین اکرمان، بلا تورن، دولچه اسلون، کوین کانلی، کوین نش، الک مپا، دومینیک جکسون، فورچون فیمستر و الک بالدوین بازی می‌کنند.

## بازیگران
- مالین اکرمان در نقش آنا
- الک بالدوین در نقش جک مورفی
- بلا تورن در نقش اولیویا
- دولچه اسلون در نقش شارلین
- فورچون فیمستر در نقش خرس
- ویتوریا ستا در نقش نوئل
- کوین کانلی در نقش دکتر روی
- الک مپا در نقش چاک
- کوین نش
- دومینیک جکسون در نقش نوامی
- ماریانا پائولا ویسنته در نقش مارنی
- نیکول پائونه در نقش بتی[۱][۲]

## فیلمبرداری
فیلمبرداری اصلی از ژانویه سال ۲۰۲۰ آغاز شد.

## خلاصه داستان فیلم
هنگامی که آنا وینکامب به یک باشگاه مبارزه زیرزمینی و کاملاً زنانه معرفی می‌شود تا بتواند آشفتگی زندگی خود را تغییر دهد، او کشف می‌کند شخصاً بیش از آنچه تصور می‌کرد با تاریخ باشگاه ارتباط دارد و…